# Ishavskatedralen
Ishavskatedralen er en kirke i Tromsø i Troms fylke i det nordlige Norge. Ishavskatedralen hedder egentlig Tromsdalen kirke, og har navnet efter sin karakteristiske form; de lyse felter og selve formen giver associationer til isbjerge.
Katedralen er opført i 1965, tegnet af den norske arkitekt Jan Inge Hovig (1920-1977).